# Catherine Clarke (acadèmica)
Catherine Clarke   (segle XX) és catedràtica del Departament d'Història de les Persones, els Espais i les Comunitats a l'Institut de Recerca Històrica de l'Escola d'Estudis Avançats de la Universitat de Londres. És medievalista i ha publicat sobre temes com el poder, l'espai i la identitat a la Gran Bretanya medieval.

## Educació
Clarke es va doctorar l'any 2003 al Departament d'Anglès del King's College de Londres. La seva tesi doctoral es titula The Locus Amoenus in Old English: Guthlac A and its Cultural Context.

## Carrera
Clarke va treballar com a professora a la Universitat de Swansea i a la Universitat d'Oxford. El 2012 se li va atorgar una càtedra personal al Departament d'Anglès de la Universitat de Southampton, on continua sent professora. Va ser nomenada presidenta de l'Institut de Recerca Històrica de la Universitat de Londres el 2019. És també Directora del Victoria County History, un projecte nacional fundat el 1899 per escriure la història dels comtats anglesos.
Clarke ha liderat importants projectes finançats pel Consell de Recerca d'Arts i Humanitats Britànic sobre l'espai medieval i la seva interpretació, com ara "City Witness: Place and Perspective in Medieval Swansea". El seu projecte "The St Thomas Way" va desenvolupar una nova ruta patrimonial de Swansea a Hereford, inspirada en el pelegrinatge medieval.
L'any 2016 Clarke va encarregar-se de fer la conferència Denys Hay a la Universitat d'Edimburg, que es va titular "Place machines: memory, imagination and the medieval city". És directora de CARMEN: The Worldwide Medieval Network i coordinadora del programa d'estudis anglosaxons al congrés anual Leeds International Medieval Congress. Prèviament va gaudir d'una beca de visita a la Lilly Library de la Universitat d'Indiana a Bloomington.
Clarke ha col·laborat amb mitjans de comunicació britànics com The Conversation i Channel Four.